# Oberländerdenkmal

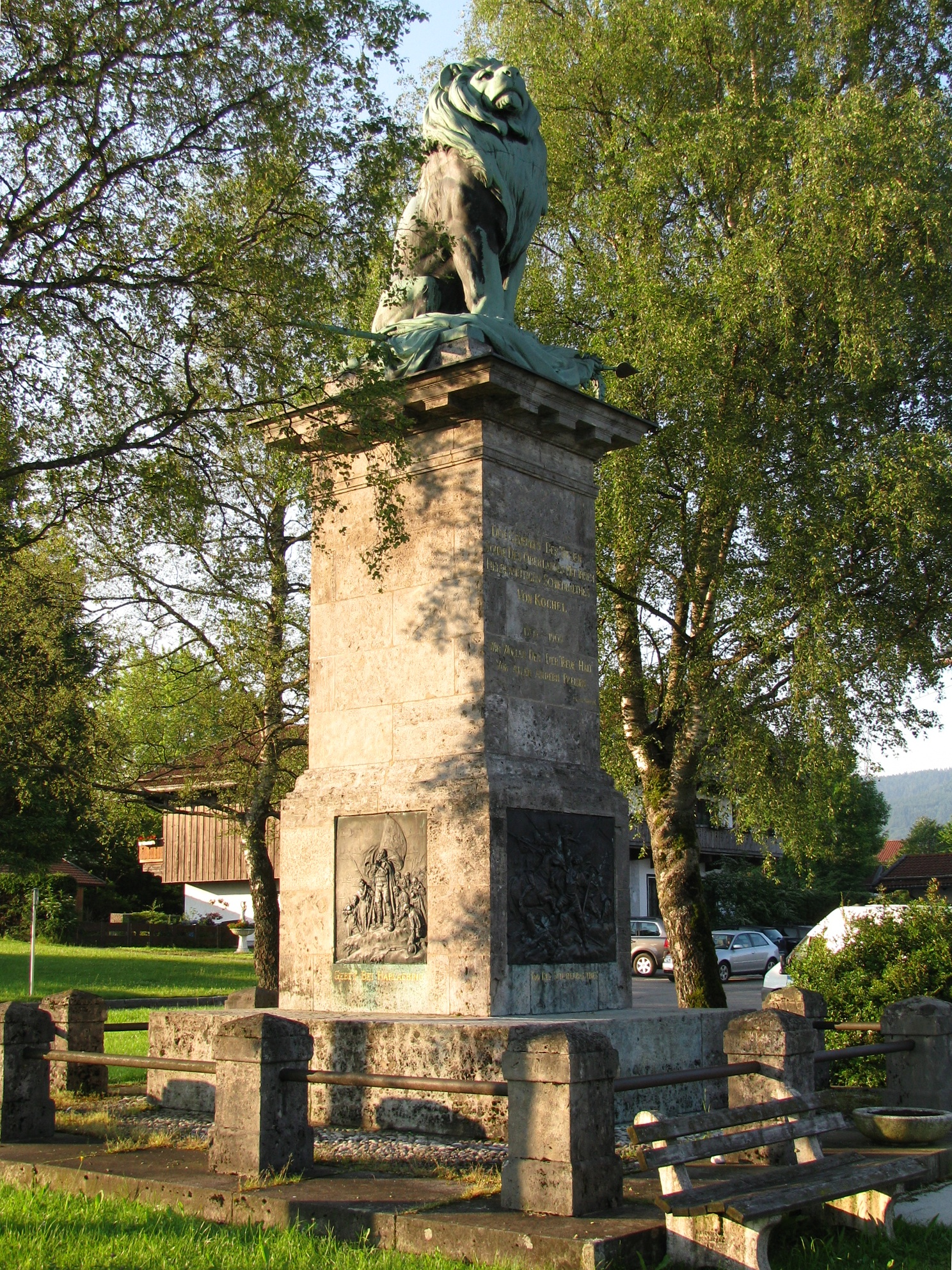
Oberländerdenkmal

Das Oberländerdenkmal im oberbayerischen Waakirchen wurde 1905 anlässlich des 200. Jahrestags der Sendlinger Mordweihnacht eingeweiht. Der Name stammt von der Bezeichnung Bayerisches Oberland, dem Ausgangspunkt des Bauernaufstands.

## Lage
Das Denkmal steht an der Einmündung der Staatsstraße 2365 in die Bundesstraße 472 etwa fünf Kilometer nördlich des Tegernsees.

## Geschichte
Um der Gefallenen der Sendlinger Mordweihnacht im Dezember 1705 zu gedenken, wurde am möglichen Geburtsort des Anführers des Aufstands, des Schmiedes von Kochel, das Oberländerdenkmal errichtet. Waakirchen wurde dabei durch den Historiker Nepomuk Sepp gefördert. Das Denkmal wurde am 20. August 1905 im Beisein S.K.H. Prinz Ludwig von Bayern enthüllt. Der am 6. Januar 1644 in Waakirchen geborene Balthasar Mayer soll mit dem Schmied von Kochel identisch sein.
Jährlich am 24. Dezember gedenken die Gebirgsschützenkompanien nach einer Messe zu Füßen des Denkmals der Gefallenen des Bauernaufstands.

## Ausführung
Der Aufbau des Denkmals wurde architektonisch vom Konservator des Bayerischen Nationalmuseums entworfen. Es zeigt auf einem Steinsockel einen sitzenden bayerischen Löwen, dessen Blick nördlich Richtung Sendling geht. Vor dem Löwen liegt die sogenannte „Bauernfahne“. Die Figur ist aus Kostengründen aus Kupfer getrieben und stammt von Hygin Kiene.
Die vier Reliefs auf dem Sockel zeigen Szenen aus der Sendlinger Mordweihnacht, geschaffen hat sie der Münchner Bildhauer Anton Kaindl.
Eine erforderliche Restaurierung wurde 1985 durchgeführt.